# Carapebus
Carapebus är en kommun i Brasilien.   Den ligger i delstaten Rio de Janeiro, i den sydöstra delen av landet, 1 000 km sydost om huvudstaden Brasília. Antalet invånare är 13 348.
Omgivningarna runt Carapebus är en mosaik av jordbruksmark och naturlig växtlighet.